# أردونيو الثاني ملك ليون

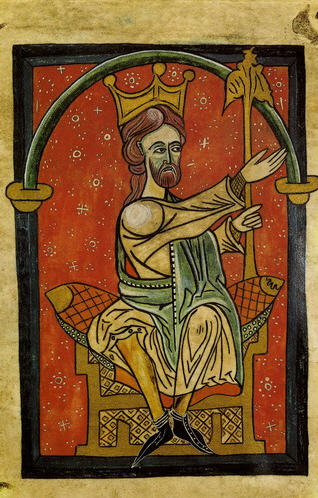
أردونيو الثاني ملك ليون

أردونيو الثاني (873–924, ليون) هو ملك جليقية منذ عام 910م، وملك جليقية وليون منذ عام 914م وحتى وفاته. استطاع ضم أراضي مملكة ليون لحكمه، وكانت له معارك ناجحة أمام جيوش المسلمين الذين كانوا يسيطرون على معظم شبه جزيرة أيبيريا. شهد عهده الانتقال التكتيكي والهادئ لمملكة أستورياس لتصبح مملكة ليون, بعد أن أتخذ من مدينة ليون قاعدة لها.
تزوج من إلبيرة مينيديث أبنة المسمى كونت كويمبرا هرمنغيلدو غوتيريز، وانجبا ألفونسو الرابع وراميرو الثاني· الذان ملوك ليون التاليان بعد الصراع مع عمهم الذي خلفه في حكم فرويلا الثاني.